# 水平対向エンジン

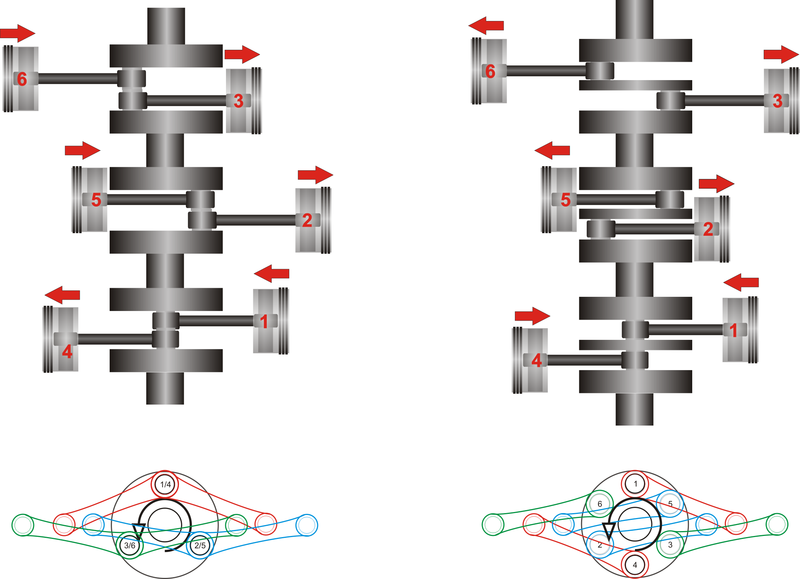
ピストンの動き（6気筒の場合）
左: 180度V型、右: ボクサー型

ボクサーエンジン（上）と180度V型エンジン（下）のアニメーション

ボクサーエンジンの動作（2気筒）

水平対向エンジン（すいへいたいこうエンジン、英: Horizontally-opposed cylinder engine）または水平対向機関は、レシプロエンジンの形式の一つで、1本のクランクシャフトをはさんでシリンダー（気筒）を左右に水平に配置し、対になるピストン同士が必ず向かい合うように下降または上昇するエンジンである。ボクサーエンジン（boxer engine）やフラットエンジン（flat engine、平たいエンジン）とも呼ばれる。
最も一般的な水平対向エンジンは、向かい合うシリンダーどうしでピストンが180度位相で運動するボクサー型である。気筒配置や外形の似たエンジンとして、左右の向かい合ったシリンダーがクランクピンを共有する180度V型がある（詳細は後述）。なお、外観上から水平対向エンジンであるか180度V型エンジンであるかを識別することは、極めて困難である。
日本産業規格（JIS）は水平対向機関を「2列のシリンダーバンクを、クランク軸の両側に対向して配置した機関」と定義する（JISB0108-1:1999、番号12.10）。国際標準化機構（ISO）による定義も同様である。この定義はボクサー型と180度V型の両方を含む。一方で、ドイツ工業規格（DIN）は DIN-Norm 1940 において、"Boxermotor" を「2列のシリンダーが対向している1つの平面内のシリンダー配置。クランクシャフトはシリンダーごとにクランクピンを持つ。」と定義しており、この定義はボクサー型のみを指す。
米国自動車技術者協会（SAE International）が出版しているDictionary of Automotive Engineeringでは以下のように用語が解説されている。
フラットエンジン（flat engine）
シリンダーが水平面内に配置されたエンジン、特に水平方向に対向して配置されたエンジン。
水平対向エンジン（horizontally opposed engine）
クランクシャフトの両側にシリンダーが水平に配置されているエンジン。
ボクサーエンジン（boxer engine）
水平対向エンジンのこと。砕けた表現。
180度V型を水平対向と呼んでいる例としては、フェラーリが自社の180度V12エンジンを「水平対向12気筒 (12 horizontally opposed cylinders)」と説明していたり、SUBARUが開発した180度V12エンジンを同じく「水平対向12気筒」と記している例が挙げられる。また、フェラーリが180度V12エンジン搭載車である365GT4BB・512BBのようにBB（＝「ベルリネッタ・ボクサー」）と用いた例もある。
以下本項では、「ボクサーエンジン」と「180度V型エンジン」とを区別して呼び、JIS規格にならいこれらを総称して「水平対向エンジン」と呼ぶことにする。

## 名称
水平対向エンジンの左右対称なピストンの動きが、ボクシング選手がグローブを打ち合わせる様子を思わせることからボクサーエンジン (Boxer engine) と呼ばれる。また、2本のクランクシャフトの間で1シリンダー内のピストン2個が対向する「対向ピストンエンジン」と区別するため、対向シリンダーエンジンとも呼ばれる。日本語の「水平対向エンジンおよび180°V型エンジンの総称」に対応する北アメリカでの呼称は「flat engine」（平らなエンジン）である。富士重工業（現SUBARU）では水平対向エンジンの英訳として、レオーネおよびそれ以前のエンジンに対して「FLAT-4」をあてていた。その後、レガシィ以降は「flat engine」や「BOXER」を採用している。

## 設計

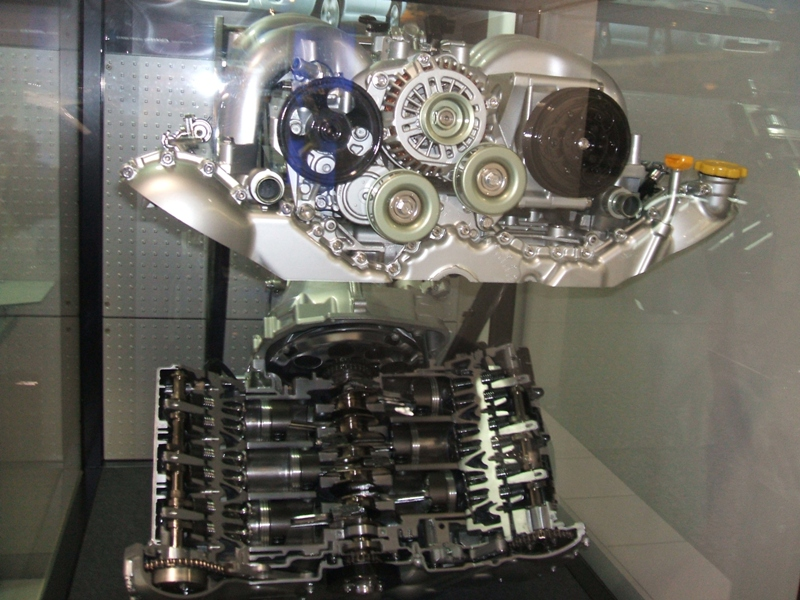
スバルの水平対向6気筒エンジンのカットモデル

水平対向エンジンの利点は、全長が短いこと、重心が低いこと、表面積が大きく空冷に適していることである。
4気筒以下のエンジンで最も一般的なレイアウトである直列エンジンと比較して、ボクサーエンジンはプライマリー・バランスに優れ、その結果、振動が少なくなるが、幅が大きくなり、シリンダー・ヘッドを2つ持つ必要があるという欠点がある。6気筒以上のエンジンで最も一般的なレイアウトであるV型エンジンとの比較では、ボクサーエンジンは重心が低く、6気筒ではV6エンジンよりも一次振動は少ないが、通常は幅が大きくなる。
2つのシリンダーで一対となるため、必ず偶数気筒数のみとなる。12気筒では、180度V型でも一次偶力を相殺できること、また、向かい合うシリンダーとクランクピンを共用できるため位相をずらすためのクランクウエブが不要で、クランクシャフトの全長と剛性でボクサー構成よりも有利であることから、あえてボクサー構成を採用する必要がない。クランクケース内の圧力変動の関係で高回転に有利な点でも、180度V型レイアウトはレース用エンジンにより適している。
水平対向2気筒
主にオートバイで使用される。1960年代までは、小型航空機、小型車などでも使用された。
水平対向4気筒
最も一般的な用途は小型航空機用エンジンである。その他いくつかのメーカーの自動車やオートバイに用いられており、量産自動車用では水冷のみが残っている。
水平対向6気筒
主に乗用車に使用されるが、オートバイや小型航空機、飛行船に使用されることもある。
水平対向8気筒
主に1960年代のポルシェのレーシングカーで用いられた。小型航空機でも使用される。
水平対向10気筒
1960年代にシボレーでロードカー用のエンジンが試作されたが、生産に至っていない。180度V型レイアウトが西ドイツの戦車に使われた。
水平対向12気筒
180度V型レイアウトが1960年代と1970年代に様々なレーシングカーで使われた。その他、大型バスや鉄道車両でも使われた。
水平対向16気筒
1960年代から1970年代にかけて、コベントリー社とポルシェ社によって、プロトタイプのレーシングカー用エンジンが製造されたが、生産には至っていない。

### ボクサー型
水平対向エンジンの多くは、対向する一対のピストンが同時に内向きと外向きに動き、まるでボクシングの選手が試合前にグローブを合わせてパンチするような動きをする「ボクサー構成」を採用している。ボクサーエンジンでは、対になる気筒間のクランクシャフト位相角を180°（クランクピンが対称の位置）としてピストンとコネクティングロッドを軸対称に動作させる。これにより対の気筒同士が振動を打ち消しあうため、直列型などの他形式エンジンと比較して格段に低振動となる。そのためボクサーエンジンには、往復する部品の重量を釣り合わせるためのバランスシャフトやクランクシャフト上のカウンターウエイトが必要ない。しかし、6気筒以下のボクサーエンジンの場合、クランクシャフトに沿ったクランクピン間に距離があり、各気筒が対向する気筒からわずかにずれているため、揺動偶力（振動）が発生する。

### 180度V型

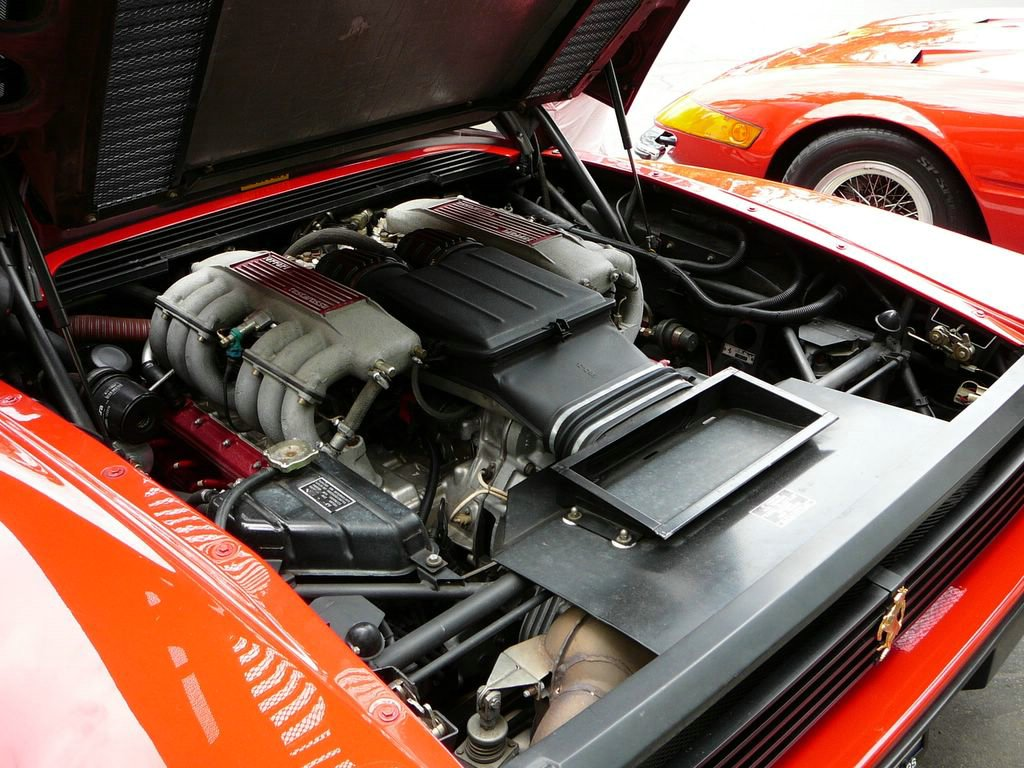
フェラーリ・テスタロッサの180度V型12気筒エンジン

外観上から水平対向エンジンであるか180度V型エンジンであるかを識別することは極めて困難であるものの、実際には内部構造（クランク・シリンダー形式）や振動などの動作特性は「ボクサーエンジン」と「180度V型エンジン」とでは別のものである。具体的な構造の相違点は、水平対向が左右のバンクで対をなすシリンダー間で位相を180度ずらしたクランクシャフトを採用するのに対し、180度V型では左右シリンダーにおけるクランクピンが共通（同位相）という点である。
180度V型エンジンでは水平対向と異なり振動を対向シリンダーの間で相殺することができないため、片側バンクのみで一次振動・偶力振動を相殺できる8気筒（片バンク4気筒）以上の気筒数でなければ、激しい振動が発生する。ただし二次振動に関しては水平対向と同様に対向シリンダー間で相殺される。また、気筒数によってはバンク角が180度だと等間隔燃焼にならないという短所がある。
8気筒エンジンにおける180度V型の長所は、二次振動特性が良好なまま単純なフラットプレーンクランクシャフトを使用できる点である。ただしその場合は2気筒ずつの同爆となるため、燃焼間隔は直列4気筒と同等の180°となる。90°の等間隔とするためにはクロスプレーンクランクシャフトを使用する必要があり、発生する偶力振動を低減するためのシャフト両端のバランスウェイトが90度V型と同様に用いられる。
12気筒エンジンでは、ボクサー型よりも圧倒的に180度V型が多い。バランスウェイトのない単純な6クランクピン（120°位相）のクランクシャフトによる180度V型とした場合でも、60°の等間隔燃焼を得られるとともに、片側バンクのみで直列6気筒と同様に一次振動・二次振動・偶力振動とも釣り合いが取れる。そのため複雑で長くなる12ピンのクランクシャフトによるボクサー式とする必要はなく、180度V型とすることで長くなりがちな12気筒エンジンの全長を短縮することが可能なためである。12気筒での採用例としては、自動車用ではフェラーリの市販ミッドシップ12気筒モデルや、レーシングカー用のメルセデス・ベンツ・M291エンジン、富士重工とモトーリ・モデルニが共同開発したスバル・1235エンジンがあり、鉄道車両用では日本国有鉄道のDML30系エンジンがある。
タトラは1932年のタトラ・T57で4気筒180度V型エンジンを使用した。

### 利点
ボクサーエンジンは、1軸では最も振動特性に優れたクランク、気筒形式のエンジンで、少気筒数でもバランスシャフトを使用することなく2次以上の振動まで相殺することができる。なお、クランクの関係で対向気筒を同一軸線上には配置できないことから、2気筒では弱い1次偶力振動（カップリング振動）が発生するが、4気筒以上であれば前後の気筒間で打ち消しあうことができる。
ボクサーエンジンは特別な細工なしで等間隔燃焼となる。これに対し直列型やV型のエンジンでは、特に少数気筒において等間隔燃焼と低振動は両立できない。
水平対向エンジンのクランクシャフトは、特に直列型エンジンに対しては短く軽くなる。V型エンジンに対しても、上記のとおりバランスウェイトが不要なため、低振動のままクランクシャフトを軽量にできる。
水平対向エンジンは、同気筒数のV型エンジンに比べて全高を低くすることができる。またそれにより、エンジン単体として低重心を実現できる。
水平対向エンジンでは、同規模の直列エンジンと比べて空冷方式の場合に冷却風を受ける面積が広くなる。

### 欠点
ボクサーエンジンは直列型エンジンよりは明らかに全長が短いが、V型エンジン（180度V型を含む）との比較では若干長い。これはV型エンジンでは同一のクランクピンを左右バンクで共用するが、ボクサーエンジンでは対になる気筒のクランクピンは180° 位相で独立していて、この間を繋ぐクランクウエブの厚みによりクランクシャフトが長くなり、エンジン全長も長くなるためである。
水平対向エンジンは全幅が大きいため、車体・機体への搭載時に制約を受けることがある。このため、車体・機体の重心が必ずしも下がらないことなど、長所（エンジン単体の低重心など）が生かせない場合がある。逆に全幅を抑えるためにエンジンの設計が制約されることもある。この影響でロングストローク化が難しく、多くはスクエア型もしくはショートストローク型となってしまうため、昨今の低燃費化重視の流れでは不利なレイアウトとされる。
水平対向エンジンでは左右バンク（気筒列）のシリンダーヘッドがエンジンの両端となり、間隔が離れる。そのため吸排気、燃料供給、点火、吸排気バルブ駆動などの、燃焼室を含むシリンダーヘッドへのアクセスが必要な系統の取り回しが煩雑となる。特に燃焼により膨張したガスを通すために吸気に比して太い配管が必要となる排気系では影響が大きい。
水平対向エンジンでは、通常は吸気系をエンジンの上側に、排気系を下側に配置するため、排気系の取り回しによってはエンジン搭載位置が高くなってしまい、エンジン自体が低重心であるという長所を損なうことがある。
水平対向エンジンのような水平シリンダー配置の場合には、シリンダー内面の潤滑油膜が上下で不均一になることによる偏摩耗など、潤滑に起因する問題を生じやすくなる。このため、直列型などの他形式よりも設計・製造・保守における配慮が必要となる。

## ベアリングの数
水平対向4気筒の場合、クランクシャフトを支えるベアリング数はいくつかバリエーションがある。かつてのフォルクスワーゲン・タイプ1の例ではベアリングは両端と中央の3つであった。スバルでも過去のEAエンジンは3ベアリングであった。スバルのEJエンジンは直列4気筒と同じくベアリングは5つである。ちなみに、より一般的な直列4気筒エンジンの場合は、設計の古いもので両端と中間の3つ、それ以降は両端と各気筒の間の合計5つという例が多い。またV型4気筒の場合は、両端と中間の合計3つである。
かつてのF1カー フェラーリ・312Bに搭載された180度V型12気筒エンジンでは、ベアリングは両端の2つと片バンク2気筒に付き1つの合計4つであった。

## 用途

### 自動車用（オートバイ含む）
水平対向エンジンの低全高かつ広全幅という形状は四輪車の車体構造にとっては基本的に好ましい。四輪車では、エンジンルームの高さは極力抑えるべきものであるのに対し、幅に関してはトレッド（車輪左右間隔）やキャビン（乗員空間）の確保のために、エンジン幅にかかわりなくある程度大きく取る必要がある。つまり四輪車のエンジンルームの空間は、水平対向エンジンにより有効活用できる。特に、高回転型の縦置き多気筒エンジンを低く幅広なボディに搭載することが多いスポーツカーにおいては、水平対向エンジンのメリットは大きい。高回転型のエンジンはおのずとショートストローク型となり、高回転域を多用する都合で振動特性のよさが求められるからである。また低く幅広なボディは、低全高・広全幅の水平対向エンジンとの相性がよい。スポーツカーは量産実用車と比較すれば燃費性能・排ガス性能を厳しく求められないことも、水平対向エンジンにとって有利な点であるといえる。また大衆車においても、軽量で少気筒数でも低振動であることや冷却性のよさなどから、1960年代頃までは空冷水平対向エンジンが好んで用いられた。
しかし気筒配置にかかわらずエンジン振動を低減する技術の進歩、横置きエンジン＋FFレイアウトの一般化、低燃費化要求によるロングストローク化、排ガス対策による排気系の複雑化など、上記の水平対向エンジンの「長所」を弱め「短所」を強めるような環境変化が多く、自動車への採用は減っている。そのうえ特に日本では全高・エンジンルーム高ともに高い乗用車が一般化してきたため、この点でも水平対向エンジンの利点は薄れている。
低重心の水平対向エンジンにより、車両の重心が逆に高くなるとする意見がある。実際に自動車に搭載する場合、水平対向エンジンは全幅が大きく、しかもクランクシャフトの高さあるいはそれより下部（下側カムシャフト部など）で最大幅となる。このため、低い位置にある他部品（ステアリング系やサスペンション系など）との干渉を避けるためにエンジンを高い位置に搭載すると、重いトランスミッションなどの搭載位置もクランクシャフトの高さに合わせる必要があるため、車両全体で他形式エンジンより低重心を実現できるとはかぎらない。したがって、水平対向エンジンの長所を最大限に生かすためには、前述した問題点を考慮に入れた車体設計が必要になる。
ストローク（行程）を伸ばすとエンジン本体の横幅が大きくなり、縦置きの場合は車体幅を広げる必要がある。車体幅には制限があるため、トルクを出しやすいロングストロークエンジンが作りにくくなる。そのため、水平対向エンジンではショートストロークエンジンが主流である。
かつて4気筒ボクサーエンジンの独特の排気音は、「ボクサーサウンド」としてファンから親しまれていた。不等間隔燃焼である片バンクごとに排気管を集合させたために生じる排気干渉による音であり、前側2気筒と後側2気筒をそれぞれ等長排気管で集合させれば、この排気干渉は回避できる。クロスプレーンクランクシャフトのV型8気筒エンジンでも片バンクが不等間隔燃焼であり、やはり「V8サウンド」としてファンに親しまれるが、ボクサーサウンドとも近い音であるといわれる。

#### ドライブトレインのレイアウト
水平対向エンジンは全長が短いため、自動車のホイールベースの外側に置いてもオーバーハングを最小限にすることができる。したがって、水平対向エンジンを搭載する多くの車が後ろ置きエンジン・後輪駆動配置（RR）を採用してきた。例: 2気筒 — BMW・600（1957年 - 1959年）、BMW・700（1959年 - 1965年）; 4気筒 — タトラ・T97（1936年 - 1939年）、フォルクスワーゲン・ビートル（1938年 - 2003年）、ポルシェ・356（1948年 - 1965年）; 6気筒 — シボレー・コルヴェア（1959年 - 1969年）、ポルシェ・911（1963年 - 現在）、タッカー・トーピード（1947年 - 1948年）。
前後逆のレイアウトである前置きエンジン・前輪駆動（FF）も水平対向エンジン搭載車で一般的であった。例として、シトロエン・2CV（1948年 - 1990年）、パナール・ディナX（1961年 - 1970年）、シトロエン・GS（1970年 - 1986年）、アルファロメオ・アルファスッド（1971年 - 1989年）、スバル・レオーネ（1971年 - 1994年）がある。
SUBARUは1972年から水平対向エンジン（ほとんどは4気筒）で駆動する前置きエンジン・4輪駆動配置の車を生産している。例として、スバル・レオーネ（1971年 - 1994年）、スバル・レガシィ（1989年 - 現在）、スバル・インプレッサ（1992年 - 現在）などがある。前のハーフシャフトは、ギアボックスの一部であるフロントデフから出ている。リアドライブシャフトがギアボックスとリアのハーフシャフトを連結する。
伝統的な前置きエンジン・後輪駆動配置（FR）は水平対向エンジン搭載車では比較的珍しいが、トヨタ・86/スバル・BRZ（2012年 - 現在）、ジョエット・ジャベリン（1947年 - 1953年）、グラース・イザール（1958年 - 1965年）、タトラ・T11（1923年 - 1927年）などがある。

#### 歴史
最初のボクサーエンジンは1897年にドイツ人技師カール・ベンツによって生産された。Kontraエンジンと呼ばれたこのエンジンは水平対向2気筒設計であった。自動車にボクサーエンジンが採用された初期の例としては、1900年のランチェスター・8 hpフェートンの水平対向2気筒、1901年のウィルソン-ピルチャーの水平対向4気筒、1904年のウィルソン-ピルチャー18/24 HPの水平対向6気筒、1903年のフォード・モデルA、1904年のフォード・モデルC、1905年のフォード・モデルFなどがある。
1938年、フォルクスワーゲン・ビートル（当時は "KdF-Wagen "と呼ばれていた）は、リアに水平対向4気筒エンジンを搭載して発売された。このフォルクスワーゲンの空冷エンジンは長年にわたって生産され、フォルクスワーゲン・タイプ2（トランスポーター、コンビ、マイクロバス）、スポーツカーのフォルクスワーゲン・カルマンギア、コンパクトカーのフォルクスワーゲン・タイプ3にも搭載された。1982年にはヴァッサーボクサー（Wasserboxer）と呼ばれる水冷式が登場し、やがて空冷式に取ってかわった。
その最初の車から、ポルシェの歴史を通して、スポーツカーの大半がボクサーエンジンを搭載している。1948年 - 1965年のポルシェ・356は空冷式水平対向4気筒エンジンを使用していた。また、1969年から1976年のポルシェ・914、1965年から1969年のポルシェ・912、2016年から現在のポルシェ・98ポルシェ・ボクスター/ケイマン（982）も水平対向4気筒エンジンを採用している。ポルシェ・911は、1964年の登場から現在に至るまで、水平対向6気筒エンジンのみを使用している。1997年、ポルシェ・911は空冷式から水冷式に変更された。
ポルシェの水平対向8気筒エンジンは、1962年のポルシェ・804 F1カーや1968年 - 1971年のポルシェ・908スポーツカーなど、1960年代を通じてさまざまなレーシングカーに搭載された。また、1969年から1973年のポルシェ・917スポーツカー用に水平対向12気筒エンジンが生産された。
シボレーはコルヴェアシリーズに空冷6気筒ボクサーエンジンを1960年から1969年までの全期間にわたって使用し、さまざまな用途と出力で使用したが、そのなかには量産車で初めてターボチャージャーを使用したものもあった。
1966年に登場したスバル・EA型エンジンは、今日も生産され続けているSUBARUの4気筒ボクサーエンジンの始まりである。SUBARUのほとんどのモデルは、自然吸気またはターボチャージャー付きの4気筒ボクサーエンジンを搭載している。1973年に発売されたスバル・レオーネクーペの米国における広告では、このエンジンは "Quadrozontal"と呼ばれていた。また、1988年から1996年、2001年から2019年まで6気筒ボクサーエンジンを生産していた。2008年には、スバル・EE型エンジンが世界初の乗用車用ディーゼルボクサーエンジンとなった。このエンジンは、コモンレール式燃料噴射を採用したターボチャージャー付き4気筒ボクサーエンジンである。
フェラーリは1970年代、さまざまなF1カーに水平対向12気筒エンジンを使用していた。公道走行車用の水平対向12気筒エンジン（180度V12構成を採用）は、1973年から1984年のフェラーリ・ベルリネッタ・ボクサー、1984年から1996年のフェラーリ・テスタロッサとその派生モデルに採用された。
トヨタでは、トヨタ・86/スバル・BRZのトヨタブランド車に搭載されている4気筒ボクサーエンジンを「トヨタ4U-GSE」と呼んでいるが、これは実際にはスバルが設計・製造したスバル・FA20型エンジンである。

#### 搭載車種
2019年時点でボクサーエンジンを搭載した4輪車を生産している企業は、SUBARU（いすゞ自動車およびサーブ・オートモービルにOEM供給されていた製品と、トヨタ自動車との共同開発車を含む）およびポルシェの2社のみだった。両社は市販4輪車用のボクサーエンジンを長年にわたり生産し続けている。しかし2025年、中国の比亜迪汽車（BYD Auto）が、プラグイン・ハイブリッド用の大きな電動モジュールをフロントに搭載するためのスペースの兼ね合いを理由に、傘下の高級車ブランド「仰望」のセダン「U7」でボクサーエンジンを採用したと発表した。
オートバイではBMWやツュンダップをはじめ、その亜流も含めて数社がボクサーエンジンを生産していたが、開発を続けているのはBMW（BMWモトラッド）、本田技研工業（ホンダ）、ウラルモト (IMZ) 、長江モーターワークスのみとなっている。
（アルファベット順）
- BMW
  - Rシリーズ（オートバイ）
    - 第二次世界大戦中以降の同車のコピー

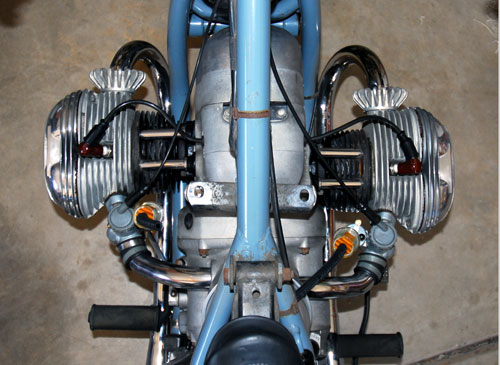
BMW R 50のエンジン

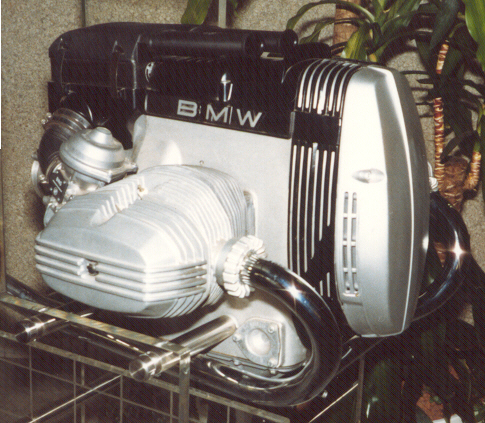
BMW 7シリーズエンジン

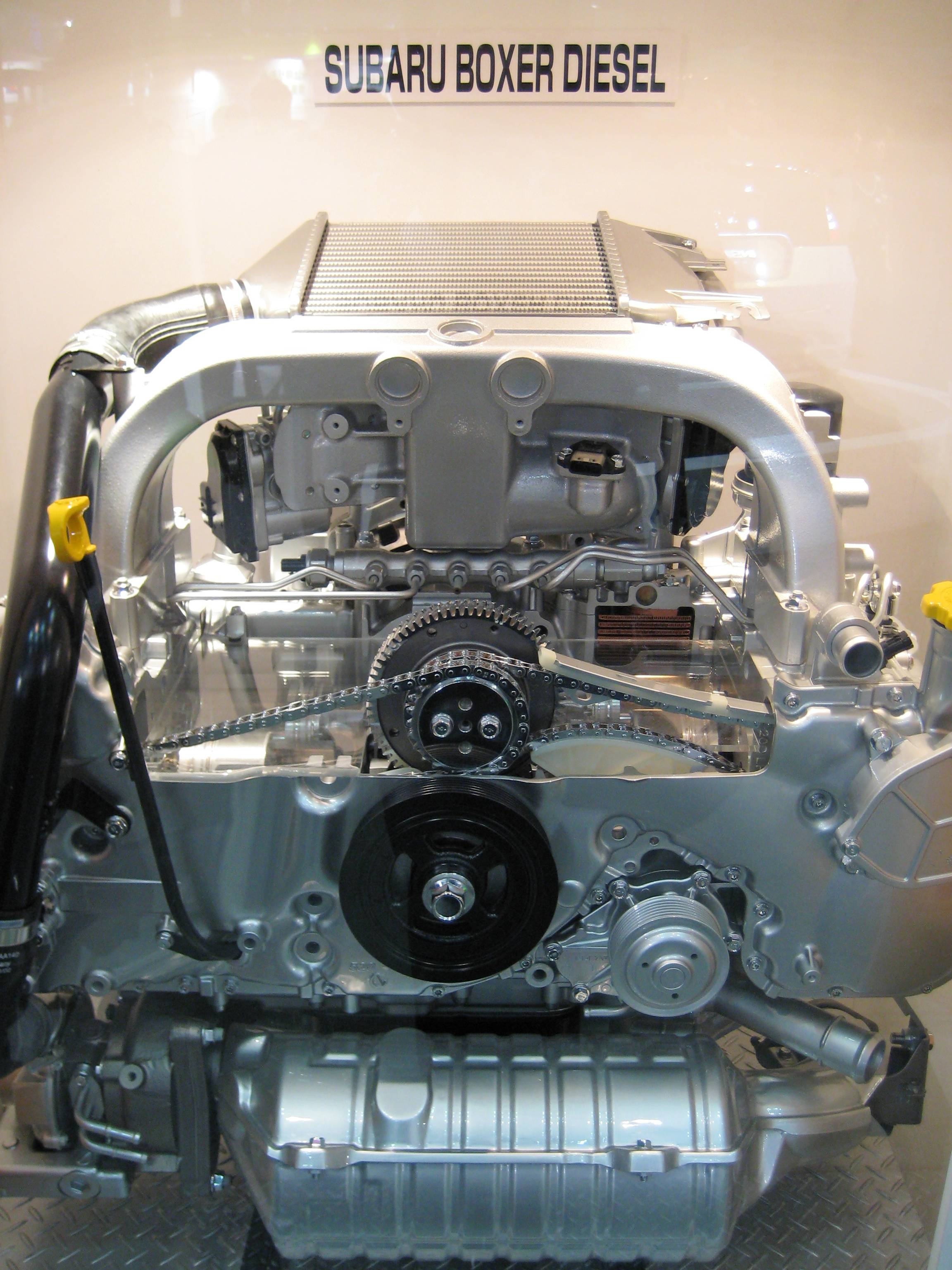
スバルの水平対向ディーゼルエンジン

      - 長江・CJ-750シリーズ（サイドカー）
      - IMZ・ウラルシリーズ（サイドカー）
      - KMZ・ドニエプル（サイドカー）
- BYD
  - 仰望・U7
- ホンダ
  - ゴールドウイング（オートバイ）
- ポルシェ
  - 911
  - ボクスター
  - ケイマン
- SUBARU[注釈 16]：自社製全車種に水平対向エンジンを搭載
  - SUBARU BRZ
  - フォレスター
  - インプレッサ（サーブ・9-2Xを含む）
  - レガシィ（いすゞ・アスカCXを含む）
  - レガシィアウトバック
  - レヴォーグ
  - WRX
  - SUBARU XV
  - アセント
- トヨタ
  - 86
- 軍用
  - BMP-3（歩兵戦闘車）
  - FH70（155mm榴弾砲）：自走用に水平対向エンジンを搭載

##### 過去の搭載車種
（アルファベット順）
- 愛知機械工業
  - コニー・360（軽自動車）
  - ヂャイアント・コンドル（オート三輪）
- アルファロメオ
  - 145
  - アルファ33
  - アルファスッド
  - アルナ
- シトロエン
  - 2CV
  - アミ
  - ディアーヌ
  - GS／GSA
- ダイハツ
  - Bee（三輪乗用車）
- ゼネラルモーターズ
  - シボレー・コルヴェア
- 日野
  - RA100P（高速バス）
  - RA900P（国鉄専用型式の高速バス）
- ホンダ

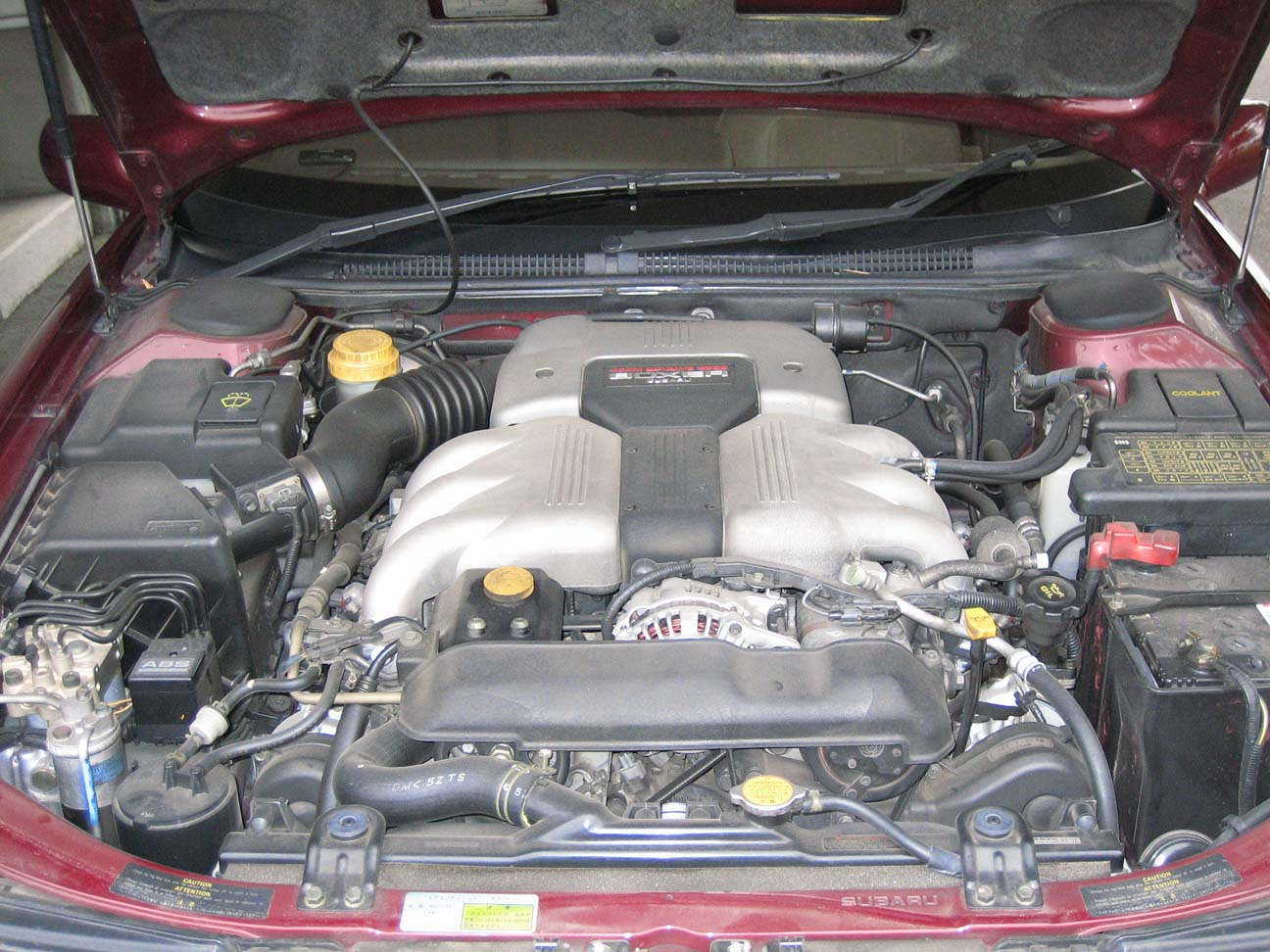
スバル・アルシオーネSVX用3.3L水平対向6気筒エンジン

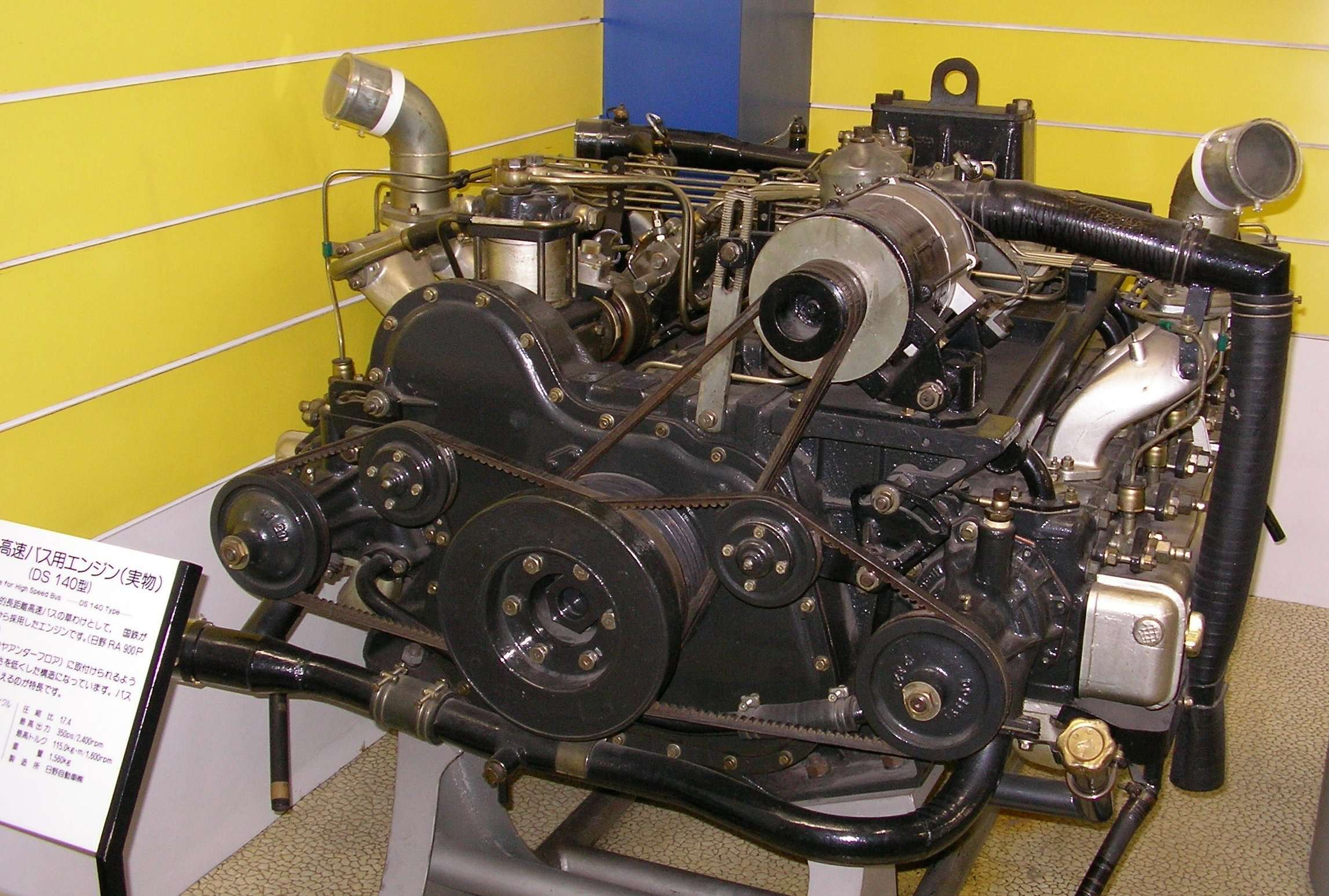
日野自動車・RA900Pに搭載されていた水平対向12気筒エンジン

  - ジュノオ (M80／M85)（スクーター）
  - ワルキューレ（オートバイ）
  - ワルキューレルーン（オートバイ）
- ジオット
  - キャスピタ（未市販のプロトタイプ）
- ランチア
  - フラヴィア
  - ガンマ
- 丸正自動車製造
  - ライラックR92（オートバイ）
  - ライラックR92・マグナム・エレクトラ（オートバイ）
- ポルシェ
  - 356
  - 912
  - 914
- SUBARU（富士重工業時代を含む）
  - 1000
  - アルシオーネ
  - アルシオーネSVX
  - エクシーガ
  - バハ
  - ff-1
  - ff-1 1300G
  - レオーネ（いすゞ・ジェミネットIIを含む）
  - トライベッカ
- トヨタ
  - ミニエース
  - パブリカ
  - スポーツ800
- タトラ
  - T600 タトラプラン
  - T97
- タッカー
  - トーピード
- フォルクスワーゲン
  - カルマンギア
  - タイプ1（ビートル）
  - タイプ2（トランスポルター）
  - タイプ3
  - タイプ4

#### モータースポーツ
スポーツカーレースにおいて、特にポルシェが水平対向エンジンで活躍したことで知られる。ポルシェ・917や956/962C、WSC95、911 GT1といった伝説のスポーツプロトタイプはいずれも水平対向エンジンである。グループCカー規定は当初からグラウンド・エフェクトを容認していたが、956・962Cは縦置きの水平対向6気筒ターボエンジンを前下がりに傾斜搭載することによって、床下でダウンフォースを得るためのディフューザー形状と水平対向エンジンによる低重心とを両立し、効率のよい速さを得ていた。一方でデザイン上の制約から、空力性能はV型エンジン勢に一歩譲った。2014年にポルシェがル・マンのプロトタイプクラスに復帰した際、水平対向ではなくV型4気筒を採用している。
メルセデス・ベンツもC291において180度V型12気筒のM291エンジンをポルシェ956・962C同様に傾斜搭載したが、水平対向エンジンを熟知するポルシェのような信頼性は得られず、成功をおさめることなく撤退した。
F1のエンジンとしても、かつてポルシェやフェラーリ、アルファロメオなどが水平対向エンジンを開発していた。特にフェラーリの180度V型12気筒エンジンは、ドライバーズタイトルやコンストラクターズタイトルを獲得するなど、低重心を生かし成功を収めたといえる。しかしグラウンド・エフェクト・カー時代になると、ダウンフォースをより多く得るために車体底面に空気の流れる空間を広く確保することが重要視されて、エンジン左右に空間的な余裕があって有利なV型エンジンに対して、低い位置で幅の広い水平対向エンジンは廃れていった。車体底面の形状を制約したフラットボトム規制以降の1990年（平成2年）に、スバルとモトーリ・モデルニが提携して180度V型12気筒エンジンを供給したこともあるが、パワーも信頼性も供給先チームの資金も不足するなかで、予備予選すら通過できないままシーズン途中で撤退した。2000年（平成12年）からF1のエンジンはレギュレーションでV型エンジンに統一されたが、その前からF1の空力処理は車体後部の左右を絞り込んで行うのが肝要となっており、仮に参加が許されていたとしても、空力上の制約が大きい水平対向エンジンにかつてのような成功は期待できない環境にあった。
1980年代のダカール・ラリーでは二輪部門でBMW、四輪部門でポルシェが活躍し、1984年には両部門を水平対向エンジン車が制覇した。
日本におけるナショナルフォーミュラーカテゴリーFJ1600（1980年 - 2009年）では、乗用車向けとしては生産終了して以降もEA71型を使用しており、スバルもこのレースのためだけにサポートを続けていた。
市販車をベースとするGT/ツーリングカーレースやラリーなどでは、現在でもポルシェやスバルの水平対向エンジン車が国際的に活躍を続けている。

### 鉄道車両用

#### 日本

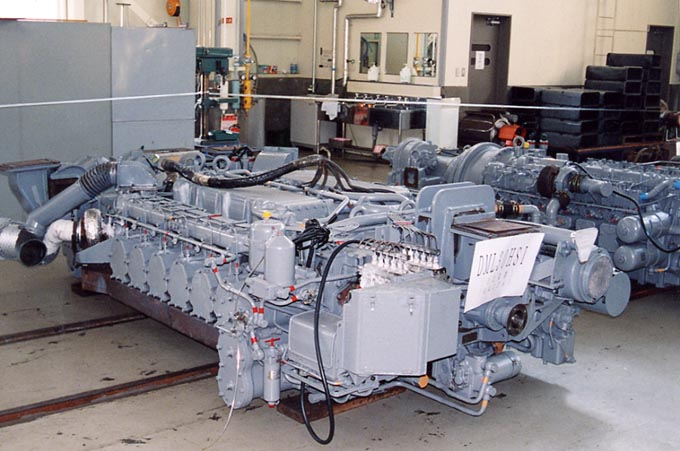
国鉄キハ183系気動車のDML30HSI: 180°V型12気筒ディーゼルエンジン

鉄道車両、特に気動車においては、直列エンジンの場合にはシリンダーを寝かせた横型のディーゼルエンジンが主流となってきている。そのため、水平対向エンジンはクランクシャフトの逆側にシリンダーを増設した高出力版という位置づけで開発されていた。なお、気動車において横型が主流である理由は、レールと車体台枠の間の狭い空間にエンジンを収めなければならないこと、縦型では上向きにシリンダーヘッドが位置し、客室床面にメンテナンスホールを設けなければならないため防音上不利であることの2つである。ともに水平対向エンジンであれば問題はない。
国鉄で初めての特急形気動車キハ80系には、当時の標準エンジンだったDMH17H（直列8気筒、予燃焼室式、180馬力）が1両に最大2基搭載された。この構成では最大でも1両あたり360馬力にとどまり、特急用としては力不足であった。そこで新型気動車の試作開発時に、500馬力のターボ付き30リットル180°V型12気筒の水平対向エンジンDML30HSAが開発され、キハ91形に初搭載された。直列6気筒のDMF15HZを1基搭載したキハ90形との比較試験の結果、DML30HSの1基搭載が有利であるとされ、その後の特急型・急行形気動車にはDML30HS系エンジンが搭載された。
国鉄民営化後になると、直接噴射化しインタークーラーを装着したDML30HZ（660馬力）を搭載したキハ183系を最後に、水平対向エンジンの採用は打ち切られた。民営化前後からは小型軽量高出力の直列6気筒エンジンが主流となっており、DML30系などの従来型エンジンから換装した車両も多い。

#### 日本国外
スイス国鉄BDm2/4形気動車に、水平対向4気筒で294kWを発生するGebrüder Sulzer製の4ZG14型エンジンが搭載されていたことがある。

#### 搭載気動車
- DML30HS/HZ系
  - キハ90系
  - キハ181系
  - キハ65
  - キヤ191系（架線・信号検測車）
  - キハ66・67系（リニューアル工事でDMF13HZAに換装）
  - キハ183系（ニセコエクスプレス・クリスタルエクスプレス・ノースレインボーエクスプレスを除く）
- 4ZG14型
  - BDm2/4形（スイス国鉄）

### 航空用
現代の小型飛行機が装備する航空用レシプロエンジンは、冷却特性のよさや振動の少なさから、ほとんどすべて空冷水平対向型である。エンジンのパーツナンバーには対向型 (Opposed) を表すO-が付く。飛行機のほかにロビンソン・ヘリコプター社製ピストンエンジンヘリコプターにも採用されている。
「空のF1」とも呼ばれるレッドブル・エアレース・ワールドシリーズでは、全チームに同じ規格の空冷水平対向6気筒エンジンの使用が義務付けられている。

#### 主なエンジンメーカー
- コンチネンタル・モータース（米国）
- ライカミング・エンジンズ（米国）